# Gothminister
Gothminister ist eine Alternative-Metal-Band der Schwarzen Szene (und daher am ehesten dem Dark oder Gothic Metal zuzuordnen) aus Norwegen. Das Projekt startete 1999 als Soloprojekt, bekam aber nach und nach weitere Bandmitglieder dazu, sodass es heute eine vollwertige Band ist.

## Geschichte
Gothminister wurde im Jahr 1999 von Bjørn Alexander Brem, der bereits in den 1990er-Jahren als Sänger in der Thrash-Band Conceptor und der Industrial-Band Disco Judas Erfahrungen gesammelt hatte, in Norwegen gegründet. Brem ist im normalen Leben Rechtsanwalt in Oslo. Eine schwerwiegende Halsinfektion zwang Brem zu einer einjährigen Auftrittspause. Nachdem er ungeduldig wieder mit dem Singen begonnen hatte, woraufhin sich die Entzündung von Neuem ausbreitete und sich so sehr verschlimmerte, dass er operiert werden musste, zog er sich in sein „Dark Industrial-Studio“ zurück, um ein paar Lieder im Elektro-Gothic-Stil zu programmieren und in deren Folge den dazu passenden Charakter „Gothminister“ zu erschaffen. Der erste Soloauftritt verlief zwar nicht optimal, doch verschaffte er ihm zumindest eine gewisse Aufmerksamkeit. Nach ein paar wesentlich besseren Auftritten ergatterte der extravagant mit Zylinder, Frack, Rüschenhemd und Schminke aufgetakelte und von einer Lichtshow effektvoll in Szene gesetzte Künstler einen Deal mit dem unabhängigen Kleinlabel Angel Productions. Hier erschien 2001 die EP Angel. Die Bekanntheit der Kunstfigur „Gothminister“ erhielt zusätzlichen Anschub durch die Cartoonistin der Tageszeitung Dagbladet, die diese in die Geschichten um ihre eigene Goth-Figur einbaute.
Gothminister wurde nun für das Label Tatra Records interessant und Brem ließ sich abwerben. Zur perfekten Darbietung seiner Musik war allerdings eine richtige Band vonnöten. Der Labelmanager von Angel Production, Tom Kalstad, tat sich 2001 als Erster mit Brem zusammen. Er spielte Keyboard und wählte den Alias „Halfface“. Auf einem Konzert der deutschen Synthiepop-Band De/Vision lernte Brem die beiden Ex-Apoptygma-Berzerk-Mitglieder Rico Darum (Gitarre) und Ted Skogmann (Schlagzeug) kennen und gewann sie für sein Projekt. Einen Bassisten wollte oder fand er nicht, dafür nahm er einen zweiten Gitarristen auf: Bjørn Aadland (künftig: „Machine“), mit dem er bereits bei Conceptor und Disco Judas zusammengespielt hatte. Die überarbeitete Version des titelgebenden Liedes der EP wurde als erste Tatra-Single veröffentlicht und in Dark-Wave-Clubs gespielt. Die zweite Single Devil knüpfte daran an. Die Produktion des Debütalbums verzögerte sich, weil dem Produzenten ein Brandgeschehen dazwischenkam. Darüber hinaus hatten Darum und Skogmann die Band verlassen. Live-Auftritte bestritten Brem, Kalstad und Aadland daraufhin alleine – jedenfalls bis „Dementia Narcissus“, die bürgerlich Sandra Jensen heißt, zwecks Tanzeinlagen und Gesangsunterstützung hinzukam. (Diese Kombination blieb nicht dauerhaft.)
Das Album Gothic Electronic Anthems kam in Norwegen im Februar 2003 auf den Markt. Den Auftritt anlässlich der Veröffentlichungsparty in Trondheim schnitt das staatliche Fernsehen mit. Im restlichen Europa erschien es zunächst im April, wurde aber von Drakkar im Herbst neu aufgelegt und vom deutschen Tonträgerunternehmen BMG vertrieben. Für die anstehenden Konzerte engagierte der Bandleader den Keyboarder Andreas Moxnes alias Android und den Schlagzeuger Christian Svendson alias Chris Dead. Nach den skandinavischen Shows mit Das Ich im Mai 2004, in denen Brem schon sein neues, horrorfilmmäßiges oder einfach nur skurril-fremdartiges Styling präsentierte, trat die Band auf den Festivals Slottsfjellfestivalen (Tønsberg, Norwegen), M’era Luna (Hildesheim), Terra Gotha (Vlissingen, Niederlande), Wave-Gotik-Treffen (Leipzig) sowie dem Schattenreich-Festival (Oberhausen) auf. Zum Wave-Gotik-Treffen wurde Gothminister dreimal in Folge eingeladen.
Der Album-Nachfolger Empire of Dark Salvation erschien Anfang April 2005. Die Osloer Musikmesse By:larm lud die Band zu einem Gothic-Event ein und das vom norwegischen Kulturrat (Norsk kulturråd) initiierte Konzertinstitut Rikskonsertene organisierte eine Tournee mit Tristiana im Vorprogramm durch das Heimatland. Im Rest Europas war Gothminister 2006 mit Lacuna Coil, Theatre of Tragedy und Mortiis – wenngleich nur im Vorprogramm – unterwegs und absolvierte über 100 Auftritte in über 20 Ländern. In Deutschland landete die Singleauskopplung Monsters auf dem 11. Platz der „Alternative Charts“. Auf ihrer Konzertreise quer durch die USA von New York nach Hollywood war die Band wiederum Headliner.
Zurück in Norwegen, arbeitete die Band an Happiness in Darkness, dem dritten Album. Es lag Mitte November 2008 vor und konnte nahtlos an den erfolgreichen Vorgänger anknüpfen. 2011 folgte Anima Inferna, 2013 Utopia und 2017 das unter der Aufnahmeregie von Henning Verlage (Unheilig, Eisbrecher, Letzte Instanz, Xandria u. a.), der auch für den Mix gesorgt hatte, entstandene The Other Side. Mit diesen letzten Alben gelangen Gothminister auch in Deutschland offizielle Chartplatzierungen.

### Melodi Grand Prix
Im Jahr 2013 nahm Gothminister am norwegischen Vorentscheid zum Eurovision Song Contest, dem Melodi Grand Prix 2013, teil. Sie traten mit ihrem Lied Utopia im dritten Semifinale an, wobei sie sich nicht für das Finale qualifizieren konnten. Das Lied war eine Single aus dem gleichnamigen Album, das kurz darauf erschien. Im Januar 2024 wurde die Band mit dem Lied We Come Alive als Teilnehmer am Melodi Grand Prix 2024 vorgestellt.

### Wrestling-Abstecher
Brem hat seine Kunstfigur „Gothminister“ inzwischen soweit ausgebaut, so dass er in Norwegen in Anspielung auf seinen eigentlichen Beruf als „Devil’s Advocate“ beim Wrestling auftrat.

## Stil

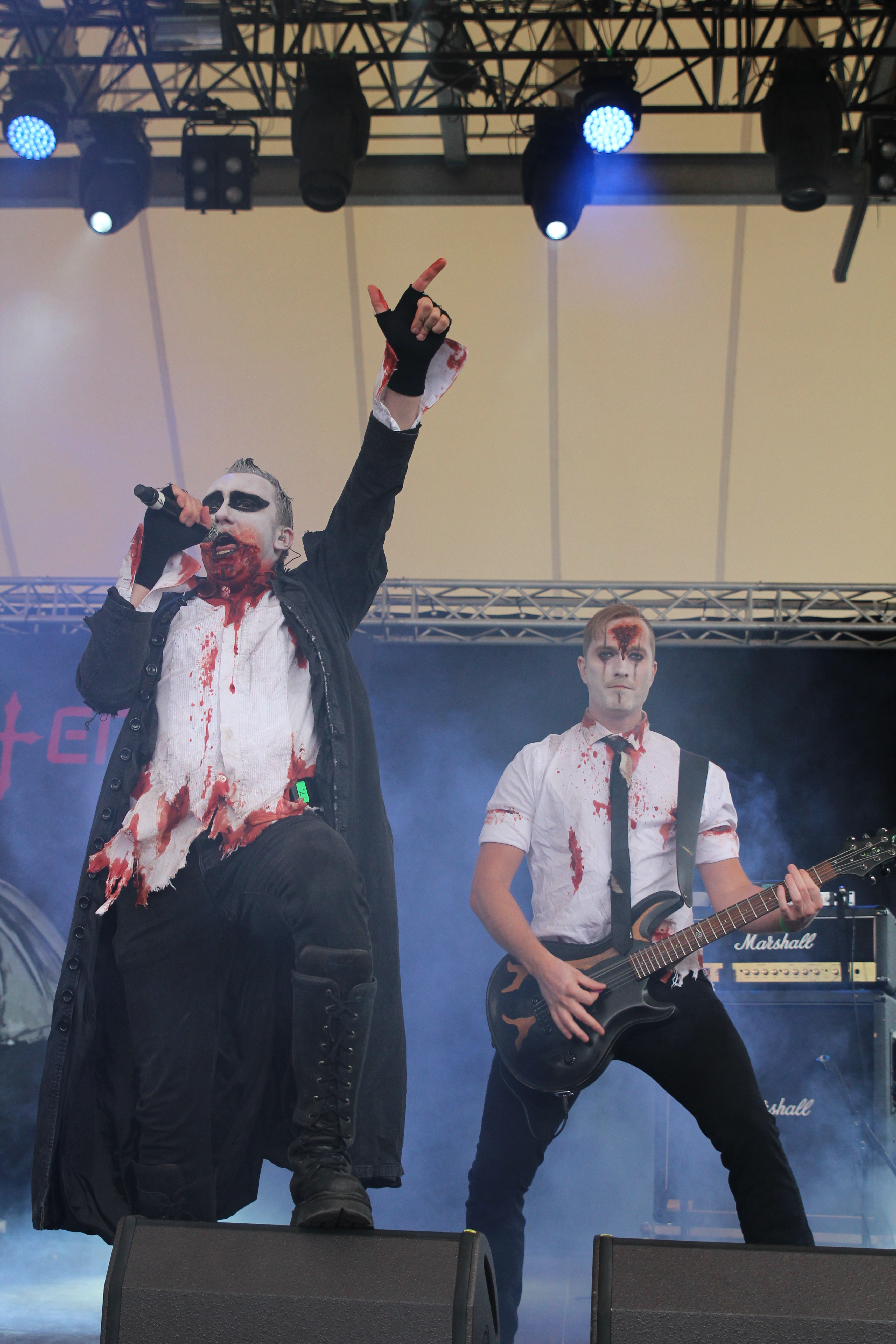
Gothminister, 2014

Der Musiker und Musikkolumnist Myk Jung fasste die Musik von Gothminister als „düstere Hymnen“ zusammen, „die Gothic, Industrial-Metal und Elektro gekonnt miteinander vereinen“.
Ähnlich beschreibt die Internet-Plattform Allmusic den Stil: Brem verbinde elektronische Elemente, harten Industrial Metal, gotische Themen und einen unterschwelligen schwarzen Humor.
Gothminister habe „stark elektroniklastig begonnen, dann gewannen Metal-Elemente die Oberhand, insbesondere live“, charakterisierte das Musikmagazin Sonic Seducer die Band.
Auf der Website nordische-musik.de wurde zum Debütalbum Gothic Electronic Anthems bemerkt, es lasse kaum ein Gothic-Klischee aus. Zum Einsatz kämen „breite Gitarrenwände, dicke Keyboardteppiche und düstere Chöre […] dazu der mal kehlige, dann wieder tiiiiefe Gesang und etliche elektronische Effekte und Beats“. Das Club-Gänger erfreuende Ergebnis erinnere etwas an Oomph! oder Zeromancer. Zwei Jahre und ein Album später seien die Gitarren dominanter geworden. „Soundtrackhafte Orchesterpassagen“ würden dem Elektro-Gerüst Opulenz verleihen. Insgesamt hätten die hymnischen Refrains jetzt mehr Hitcharakter, allerdings sei der „fragwürdige lyrische Gehalt“ unverändert. Auch bei Anima Inferna seien die bekannten Merkmale wie Metalgitarren, Electrosounds und Gothic-Theatralik wieder anzutreffen.
laut.de umreißt den Stil von Utopia als „Dark Wave-Klischees mit ein wenig Metalanstrich“, teilweise klassisch heavy, speedig oder powerful, „nahezu komplett ohne verschnörkeltes Beiwerk oder übertriebene Keyboardlastigkeit“. Für time-for-metal.eu ist das Album „eine fette Ladung Gothic gepaart mit Dark Metal“.
Manche Riffs auf The Other Side gingen in Richtung „Eisbrecher, Rammstein oder gar Lord of the Lost“, meint time-for-metal.eu, insgesamt falle das Album aber eher in die Kategorie Gothic Metal statt Neue Deutsche Härte. Auch „bombastische Orchestereinlagen“ nebst „himmlisch anmutenden Chören“ gebe es wieder, warb AFM Records. Textlich werden übernatürliche Erfahrungen thematisiert.

## Diskografie

### Alben
- 2001: Angel (Demo)
- 2003: Gothic Electronic Anthems
- 2005: Empire of Dark Salvation
- 2008: Happiness in Darkness
- 2011: Anima Inferna
- 2013: Utopia
- 2017: The Other Side
- 2022: Pandemonium
- 2024: Pandemonium II

### Singles
- 2002: Angel
- 2002: Devil
- 2003: The Holy One
- 2005: Swallowed by the Earth
- 2008: Dusk till Dawn
- 2009: Freak
- 2011: Liar
- 2013: Utopia Single

### Musikvideos
- 2008: Darkside
- 2009: Freak
- 2017: Der Fliegende Mann
- 2017: Ich Will Alles
- 2017: The Sun